# Saint-Laurent-en-Caux
Saint-Laurent-en-Caux is een gemeente in het Franse departement Seine-Maritime (regio Normandië) en telt 732 inwoners (1999). De plaats maakt deel uit van het arrondissement Rouen.

## Geografie
De oppervlakte van Saint-Laurent-en-Caux bedraagt 6,5 km², de bevolkingsdichtheid is 112,6 inwoners per km².
De onderstaande kaart toont de ligging van Saint-Laurent-en-Caux met de belangrijkste infrastructuur en aangrenzende gemeenten.

## Demografie
Onderstaande figuur toont het verloop van het inwonertal (bron: INSEE-tellingen).